# Florence Wald
Florence Wald, nata Florence Sophie Schorske, (New York, 19 aprile 1917 – Branford, 8 novembre 2008), è stata un'infermiera e attivista statunitense, ex preside della Yale School of Nursing, da molti accreditata come “la madre del movimento americano degli hospice”. Ha diretto la fondazione del Connecticut Hospice, il primo progetto di hospice negli Stati Uniti. In tarda età, la Wald si è interessata all'assistenza hospice nelle carceri. Nel 1998 è stata inserita nella National Women's Hall of Fame.

## Biografia

### Primi anni
Wald nacque a New York il 19 aprile 1917. A causa di una malattia respiratoria cronica, da bambina trascorse diversi mesi in ospedale. Questa esperienza di ricovero la spinse a intraprendere la carriera di infermiera. La Wald conseguì una laurea al Mount Holyoke College nel 1938 e un master alla Yale School of Nursing nel 1941.
Dopo la seconda guerra mondiale, divenne infermiera presso il Visiting Nurse Service di New York, assistente di ricerca presso il Columbia University College of Physicians and Surgeons e istruttrice presso la scuola di infermieristica della Rutgers University. Nel 1956 conseguì un secondo master presso l'Università Yale in infermieristica per la salute mentale e divenne istruttrice presso il programma di infermieristica della scuola. Divenne preside della Scuola di infermieristica di Yale nel 1959, dopo essere stata nominata in carica l'anno precedente. Poco tempo dopo riallacciò i rapporti con Henry Wald, incontrato per la prima volta mentre conduceva uno studio con i Signal Corps dell'esercito degli Stati Uniti. La coppia si sposò quello stesso anno.

### Movimento americano degli hospice
L'interesse della Wald per l'assistenza ai malati terminali si manifestò nel 1963, quando assistette a una conferenza all'Università Yale tenuta dalla dottoressa inglese Cicely Saunders, un'innovatrice del settore che in seguito creò il St. Christopher's Hospice, il primo hospice al mondo appositamente concepito. Quel giorno la dottoressa Saunders parlò dei suoi metodi di utilizzo delle cure palliative per i pazienti affetti da cancro terminale, con l'intento di permettere a coloro che si trovano negli ultimi stadi della malattia di concentrarsi sulle loro relazioni personali e di prepararsi alla morte. La dottoressa Saunders suscitò "un'impressione indelebile" e la Wald osservò che "fino ad allora avevo pensato che le infermiere fossero le uniche persone preoccupate dal modo in cui veniva trattata una malattia terminale".
In seguito alla conferenza della Saunders, la Wald si adoperò per aggiornare il programma di studi della scuola per infermieri, incoraggiando gli studenti a dedicarsi al paziente e alla sua famiglia e a tenerli tutti impegnati nella cura del paziente. Lasciò la carica di preside nel 1966, con il proposito di sviluppare negli Stati Uniti un hospice simile a quello che la Saunders stava sviluppando in Inghilterra. Pur avendo lasciato la carica di preside, la Wald mantenne la posizione di docente come ricercatrice associata e membro della facoltà di infermieristica clinica, venendo promossa professore ordinario nel 1980. Nonostante l'impatto finanziario sulla famiglia, continuò a perseguire l'obiettivo di sviluppare un programma di cura e si recò in Inghilterra due volte con il marito per visitare la dottoressa Saunders. Il St. Christopher's Hospice aprì nel 1967; la Wald vi lavorò per un mese nel 1969.
Suo marito lasciò lo studio di ingegneria e si iscrisse alla Columbia University nel 1971 con una specializzazione in pianificazione ospedaliera. Fu la sua tesi di laurea a creare la struttura del Connecticut Hospice. La Wald condusse un programma di ricerca di due anni per studiare le condizioni dei malati terminali a casa o in una struttura sanitaria, e seguì le esperienze dei pazienti e delle loro famiglie durante tutto il processo. Dopo essere tornata negli Stati Uniti, `organizzò un gruppo di medici, religiosi e infermieri per studiare le esigenze dei pazienti in fin di vita. Nel 1974, insieme a due pediatri e a un cappellano del centro medico di Yale, fondò il primo hospice degli Stati Uniti, il Connecticut Hospice, situato a Branford, nel Connecticut. Inizialmente il programma garantiva l'assistenza domiciliare e nel 1980 ebbe la sua prima sede ospedaliera, una struttura di 44 letti a Branford. All'interno del consiglio di amministrazione erano sorti dei disaccordi sulla sua visione del programma di hospice e la dottoressa fu costretta a dimettersi poco dopo la sua apertura.
Altri programmi di hospice furono creati sulla base dell'innovazione della Wald a Branford. Nel 1980 il programma Medicaid iniziò a rimborsare l'assistenza fornita da un hospice, determinando un forte aumento di tali strutture. Al momento della morte della Wald, nel 2008, negli Stati Uniti esistevano più di 3.000 programmi di hospice, che servivano circa 900.000 pazienti all'anno.

### Gli ultimi anni
Ben oltre gli ottant'anni, la Wald si recò nelle carceri del Connecticut per svolgere un progetto di ricerca per conto della National Prison Hospice Association, un'organizzazione fondata nel 1991 con sede a Boulder, in Colorado. La Wald faceva parte del consiglio di amministrazione dell'organizzazione. Si impegnò a valutare i modi per rendere disponibile l'assistenza in hospice ai detenuti del sistema carcerario, compresa la formazione dei detenuti a diventare volontari dell'hospice per i carcerati in fin di vita o a organizzare l'assistenza in hospice all'esterno per i detenuti a cui era stato concesso un congedo per motivi di salute. La Wald sottolineò che la formazione dei detenuti a offrire tali cure avrebbe aiutato i malati terminali e contribuito alla riabilitazione dei volontari a costo quasi nullo per le carceri. Insignita di un dottorato honoris causa nel 1996 dall'Università Yale, la Wald è stata definita “la madre del movimento hospice americano”.
Parlando del suo interesse per l'assistenza ospedaliera nelle carceri nel 1998, la Wald ha dichiarato: "Le persone all'esterno non capiscono affatto questo mondo. La maggior parte delle persone in carcere ha avuto una vita difficile e non ha avuto alcun tipo di educazione su come prendersi cura della propria salute. C'è il fattore vergogna, la sensazione che morire in carcere sia il fallimento definitivo”.
Florence Wald è morta a 91 anni l'8 novembre 2008, nella sua casa di Branford, nel Connecticut.